# St. Johannes Baptist (Pfaffenhofen an der Ilm)

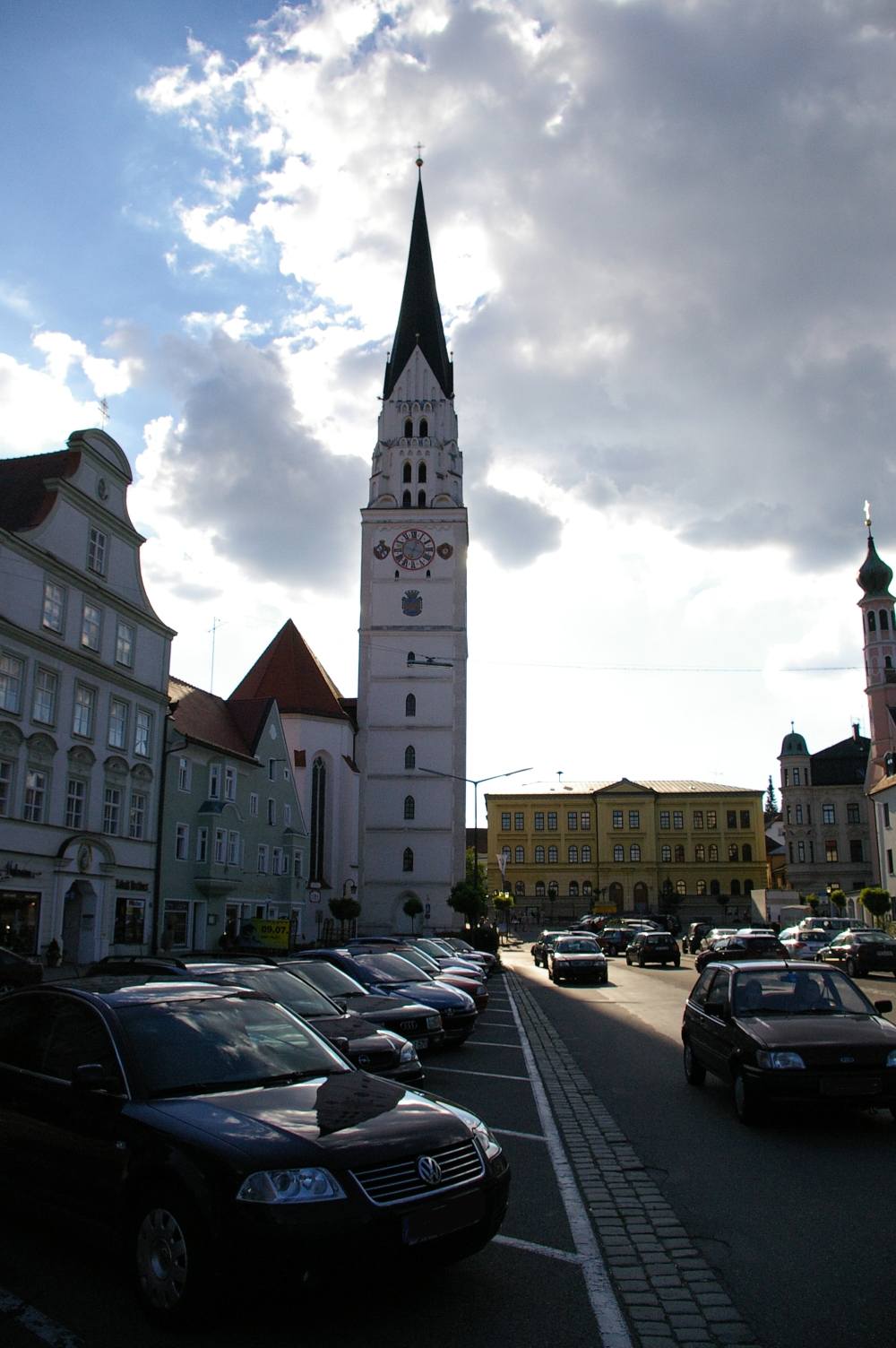
Stadtpfarrkirche am Hauptplatz

St. Johannes Baptist ist die römisch-katholische Stadtpfarrkirche von Pfaffenhofen an der Ilm.

## Geschichte
Im Jahr 1388 wurde beinahe der gesamte Kern von Pfaffenhofen bei einem großen Stadtbrand zerstört. Als Ersatz für die niedergebrannte Kirche wurde 1393 mit dem Bau einer dreischiffigen Basilika begonnen, die um 1408 fertiggestellt war. Die Bauarbeiten an dem 77,71 m hohen Turm mit seinem achteckigen Oberbau waren erst 1531 abgeschlossen. Die im gotischen Stil erbaute Kirche umfasste fünf Joche.
Um 1670 wurde St. Johannes Baptist barockisiert. Die Kirche erhielt damals unter anderem ihr Stuckdekor. An der Umgestaltung waren Mathias Schmuzer und Johann Pöllandt beteiligt; von Schmuzer stammen Ranken, Gehänge und Rosetten, von Pöllandt die Apostelfiguren sowie die Statuen Salvatur mundi und Regina coelorum. Gestiftet wurden die Apostelfiguren von diversen Zünften und Privatpersonen. Da sich für den ungläubigen Thomas kein Stifter fand, gab die Kirchenverwaltung diese Figur selbst bei Pöllandt in Auftrag. Joseph Großauer war der Schöpfer des Silberschmucks der Kirche.
Der neue Hochaltar wurde 1672 aufgestellt, 1682 folgte der St.-Anna-Altar. Nach einem Blitzschlag im Juni 1768 brannte der Turm völlig aus und wurde im selben Jahr wieder aufgebaut; alle fünf Glocken waren bei dem Unglück zerstört worden. 1769 wurde der Helm mit Eisenblech statt mit Schindeln eingedeckt. Im Jahr 1902 erhielt er ein Kupferdach, das 1981 erneuert wurde.
Nach der Mitte des 19. Jahrhunderts wurden der Hochaltar und der Marienaltar verändert.
1913/14 wurde die Kirche um zwei weitere Joche verlängert, in den frühen 1980er Jahren wurde sie innen und außen restauriert.

## Ausstattung

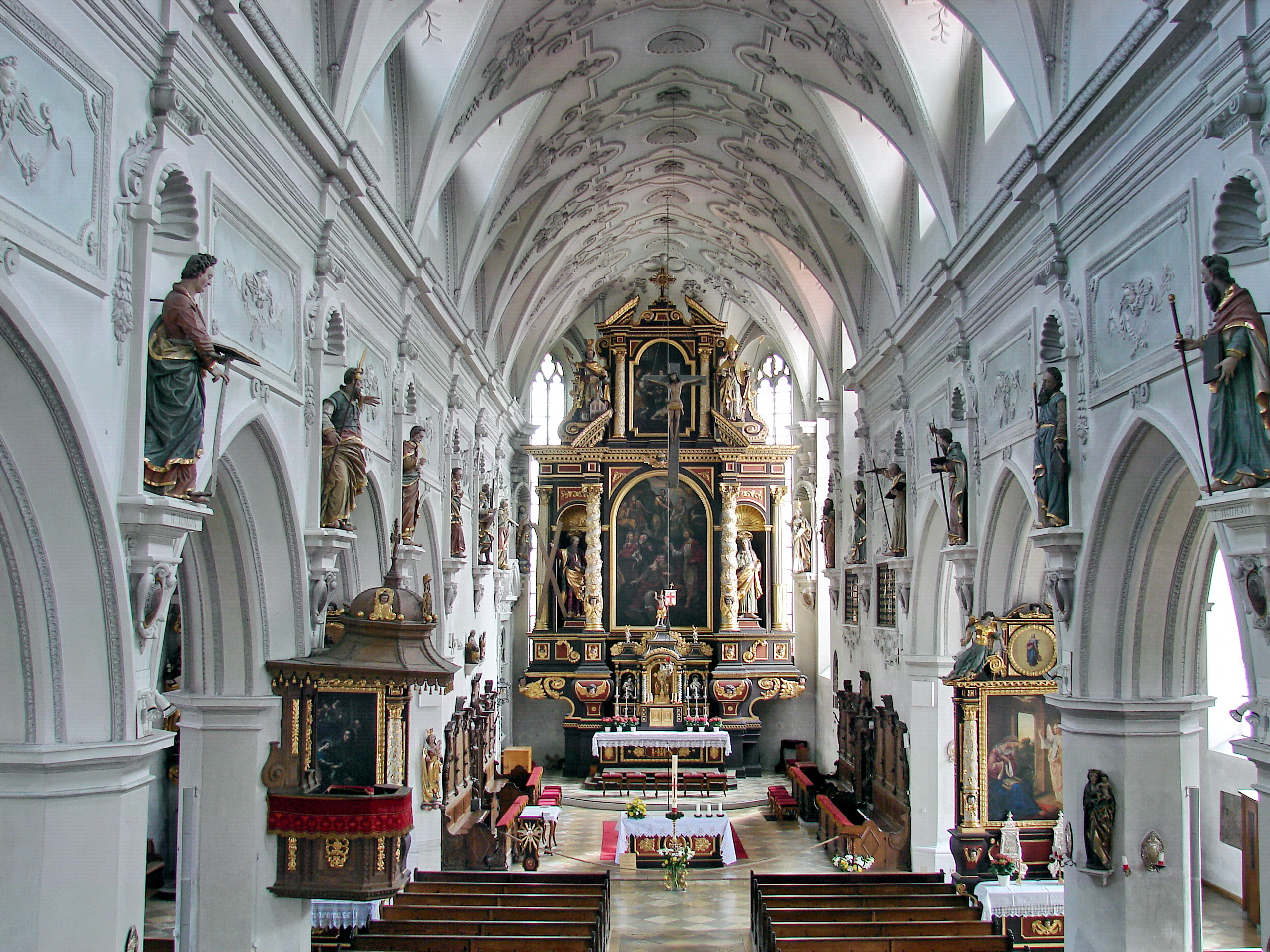
Stadtpfarrkirche St. Johannes Baptist: Innenraum

Der Taufstein stammt aus dem 14. Jahrhundert und wurde 1984 wieder eingeweiht, nachdem er wegen einer Beschädigung 1983 restauriert worden war.
Die Kanzel wurde von Mathias Sibenhärl gestiftet, der 1693 verstarb.
Das Chorgestühl wurde 1779 vom Abt von Scheyern gestiftet. Es ist im Stil des reifen Rokoko gehalten.

### Altäre
Der Hochaltar wurde 1672 von Johann Pader geschaffen; die Schreinerarbeiten führte Marx Schinagl aus, die Fassarbeiten Caspar Amordt. Das Hauptgemälde zeigt Johannes den Täufer, der auf das Lamm Gottes hinweist. Das Bild wurde 1857 von Johann Kaspar gemalt und 1958 von M. P. Weingartner umgestaltet. Darüber befindet sich ein Gemälde mit der Enthauptung des Johannes aus dem Jahr 1672 von Anton Wurm. 
Den Entwurf zum Tabernakel am Hochaltar schuf der Münchner Architekt Anton Bachmann; die Arbeiten wurden im Zuge der Erweiterung der Kirche 1915 ausgeführt. Der Hochaltar trägt unter anderem Figuren der Heiligen St. Florian, St. Ulrich, St. Andreas und St. Johannes Evangelist.
Der Corpus-Christi-Altar stammt von Andreas Wolff; er wurde 1680 geschaffen. Den St.-Anna-Altar stiftete im Jahr 1682 Wilhelm Baumann. Sein Hauptgemälde zeigt Maria an der Hand ihrer Mutter Anna unter schwebenden Engeln.
Den Sebastiansaltar schuf 1644 Simon Fähn aus Pfaffenhofen.
Der Marienaltar wurde 1858 von Balthasar Kraft geschaffen.
Der Kreuzaltar mit Christus am Kreuz und der Schmerzensmutter stand bis 1833 am Beginn des Chorraums und wurde dann versetzt. Er ist mit einem Rokokoschrein des heiligen Felix ausgestattet, der wohl 1802 von der Spital- in die Stadtpfarrkirche überführt wurde. 1904 wurde er durch eine neu geschnitzte Figur des Johannes ergänzt.
Am St.-Anna-Altar ist das Stifterwappen des Bierbrauers Wilhelm Baumann und die Jahreszahl 1682 zu sehen.

### Orgel

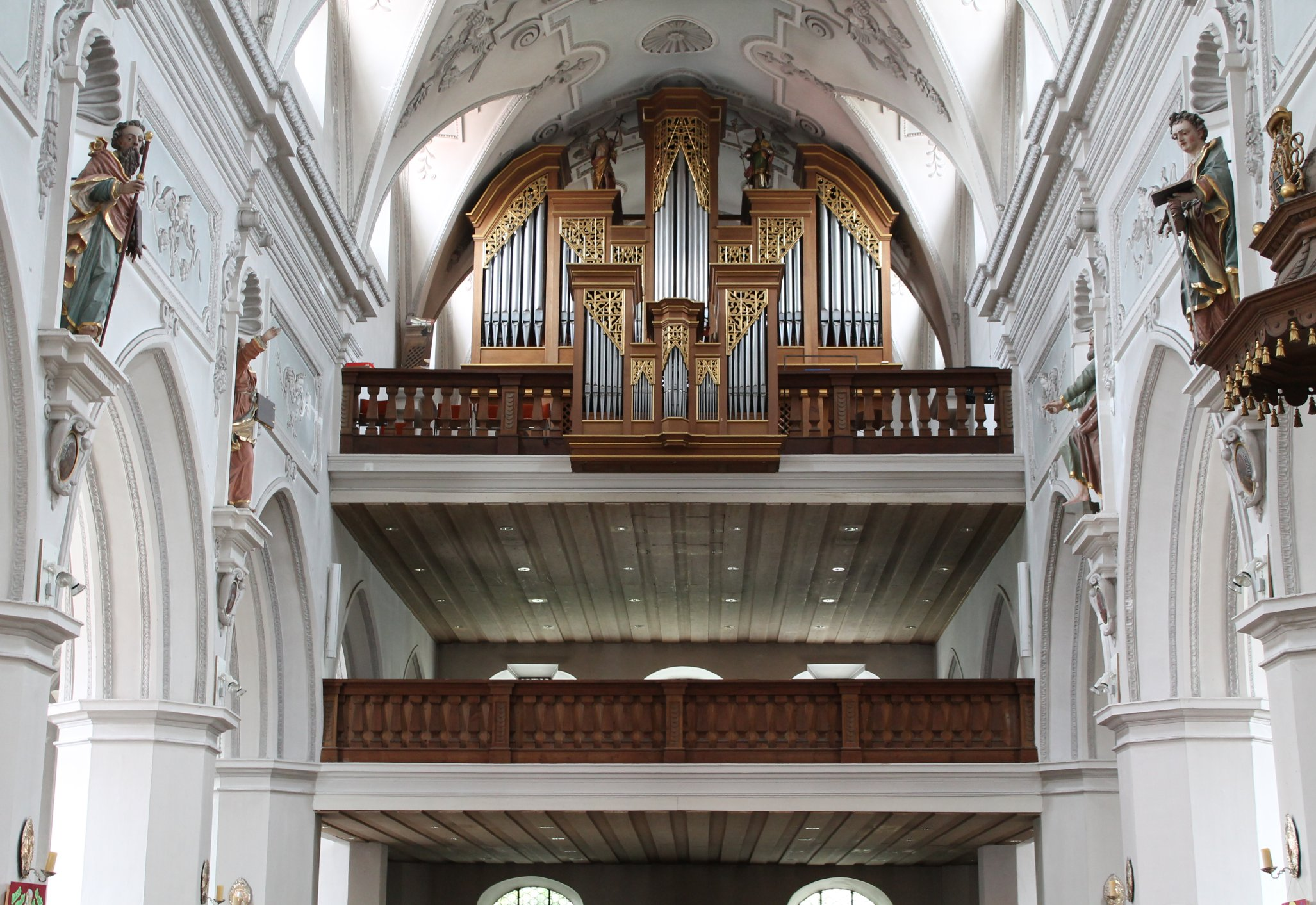
Orgelprospekt mit Rückpositiv

Die heutige Orgel stammt aus dem Jahr 1976 und wurde von Hubert Sandtner gefertigt. Sie hat 40 Register auf drei Manualen und Pedal mit etwa 2800 Orgelpfeifen. Die Disposition lautet:
| I Rückpositiv   |       |
| Rohrflöte       | 8′    |
| Quintadena      | 8′    |
| Principal       | 4′    |
| Blockflöte      | 4′    |
| Sesquialtera II | 2 ⁄3′ |
| Gemshorn        | 2′    |
| Sifflöte        | 1′    |
| Mixtur V        | 1 ⁄3′ |
| Dulcian         | 16′   |
| Krummhorn       | 8′    |
| Tremulant       |       |

| II Hauptwerk |       |
| Pommer       | 16′   |
| Principal    | 8′    |
| Holzflöte    | 8′    |
| Gamba        | 8′    |
| Octave       | 4′    |
| Nachthorn    | 4′    |
| Quinte       | 2 ⁄3′ |
| Octave       | 2′    |
| Mixtur VI    | 1 ⁄3′ |
| Cornet       | 8′    |
| Trompete     | 16′   |
| Trompete     | 8′    |

| III Brustwerk (schwellbar) |        |
| Holzgedackt                | 8′     |
| Rohrflöte                  | 4′     |
| Principal                  | 2′     |
| Terz                       | 1 3⁄5′ |
| Quinte                     | 1 ⁄3′  |
| Cimbel II                  | 1⁄2′   |
| Rankett                    | 16′    |
| Vox humana                 | 8′     |
| Tremulant                  |        |

| Pedal           |         |
| Principal       | 16′     |
| Subbaß          | 16′     |
| Quinte          | 10 2⁄3′ |
| Octave          | 8′      |
| Flauto          | 8′      |
| Choralflöte     | 4′      |
| Rauschpfeife IV | 4′      |
| Posaune         | 16′     |
| Trompete        | 8′      |
| Clairon         | 4′      |

- Koppeln: I/II, III/II, I/P, II/P, III/P
- Spielhilfen: 4facher mechanischer Setzer
- Bemerkungen: Schleiflade, mechanische Spiel- und Registertraktur

Zusätzlich befindet sich in der Kirche auch ein Chorpositiv aus dem 17. Jahrhundert, das die Gemeinde im Jahr 1975 erwarb.

### Sonstiges
Zwei Silberbüsten der Heiligen Joachim und Anna sind Werke von Joseph Großauer und stammen aus dem Jahr 1730. Großauer schuf auch die silbernen Statuetten von St. Sebastian und St. Rochus, die sich in der Kirche befinden, sowie eine Monstranz.
Seit 1983 befindet sich eine fränkische Madonna aus dem 15. Jahrhundert in der Kirche.
Aus dem 17. Jahrhundert stammt ein Vortragskreuz in der Kirche.
Aus der Altenstadtkirche St. Andreas wurden eine Pietà aus der Zeit um 1420 und eine Krönung Mariens übernommen, die um 1480 geschaffen wurde. Sie kamen im Jahr 1900 in die Stadtpfarrkirche.
Eine plastische Darstellung der Grablegung Christi aus der Zeit um 1400 wurde 1984 erworben, ebenso eine Tiroler Figur des St. Johannes Baptist aus dem frühen 17. Jahrhundert.
Vermutlich von Johann Pöllandt stammt eine Statue des Judas Thaddäus, die einst in einer Nische zwischen Empore und Chorempore stand und um 1870 ihren Platz wechselte.
Vier Terracottareliefs mit den Motiven Ölberg, Kreuztragung und Dornenkrönung aus dem 14. Jahrhundert wären im 19. Jahrhundert der Kirche beinahe verloren gegangen: Sie waren bereits als „wertlos“ an einen Antiquitätenhändler verkauft worden, als sich der damalige Bürgermeister Ludwig Lechner einschaltete und die Rückerwerbung verlangte.
Ein steinerner Erbärmeheiland aus der Zeit um 1410 ist mit dem Wappen des Scheyerer Abtes Konrad IV. von Muhr versehen.
Hans Hirsch schuf 1915 einen Kreuzweg mit 14 Stationen.
Die Kirche ist mit insgesamt 155 Puttenköpfen geschmückt.
Im Besitz der Stadtpfarrkirche St. Johannes Baptist befinden sich unter anderem auch ein Messbuch mit barockem Silberbeschlag sowie Messgewänder aus der Zeit um 1700.
Im Turm hängt heute ein fünfstimmiges Bronzegeläute mit Schlagtonfolge c1 e1 g1 a1 h1.

### Lourdes-Grotte

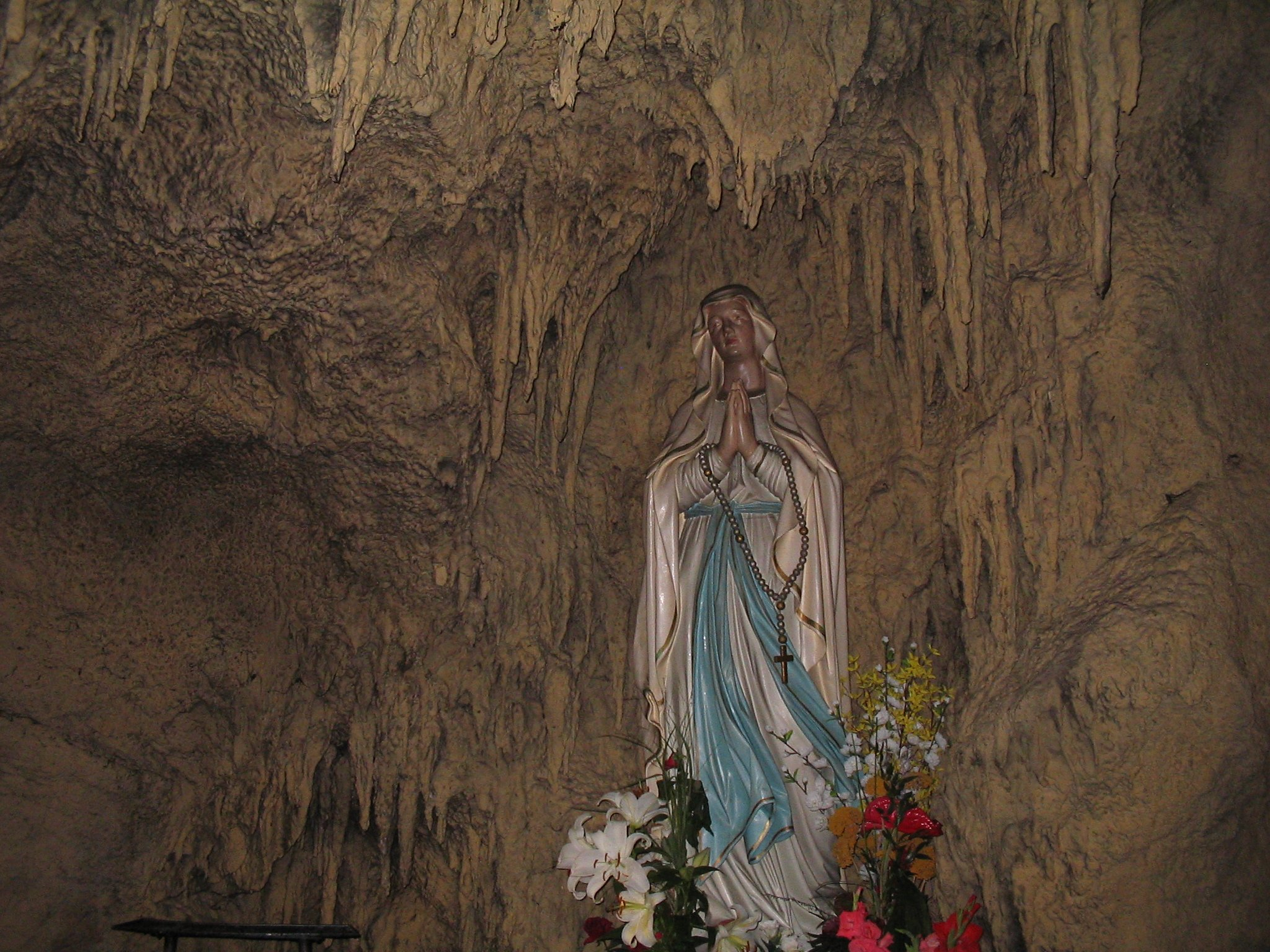
Lourdes-Grotte

An der Außenseite zum Hauptplatz hin ist der Zugang zu einer Lourdes-Grotte mit einer Statue der Muttergottes.

### Epitaphien
In der Stadtpfarrkirche finden sich 29 Grab- und Gedenksteine von 1450 bis 1928, die meisten davon aus dem 17. und 18. Jahrhundert.
Auf dem Epitaph des 1518 verstorbenen Andreas Sparber aus der Zeit um 1530 ist eine Kreuzabnahme Christi zu sehen. Sparber stiftete im Jahr 1510 eine Donnerstagsprozession, die noch in den 1920er Jahren abgehalten wurde.
An Egydius Murheimer oder Murhamer erinnert ein dreigeteiltes Epitaph aus dem Jahr 1585. Oben ist Christus beim Jüngsten Gericht zu sehen, darunter eine Auferstehung Christi und auf dem untersten Relief die Familie Murheimer/Murhamer. Seit 1927 erinnert ein Straßenname in Pfaffenhofen an diese Familie, die für ihre großzügigen Almosen bekannt war. Egydius Murheimer stiftete 1569 das „Sonntägliche Almosen“.
Christoph von Chamer war von 1541 bis 1572 Pfleger in Pfaffenhofen. Er war der letzte Vertreter seines Stammes und starb 1584; auch sein Epitaph ist mit Relief und Inschrift geschmückt.
Ein weiteres Epitaph ist dem einstigen Bürgermeister Pfaffenhofens Hanß Mörtel und dessen erster Ehefrau Catherina Schieslin gewidmet. Mörtel starb 1605 im Alter von 89 Jahren.
An Mathias Sibenhärl, der als Pfarrvikar den zweiten Teil der Barockisierung der Kirche leitete, erinnert außer seinem Wappen über der Kanzel auch sein Epitaph im südlichen Seitenschiff. Sibenhärl starb 1693.